# Globulina ligadora de hormônios sexuais

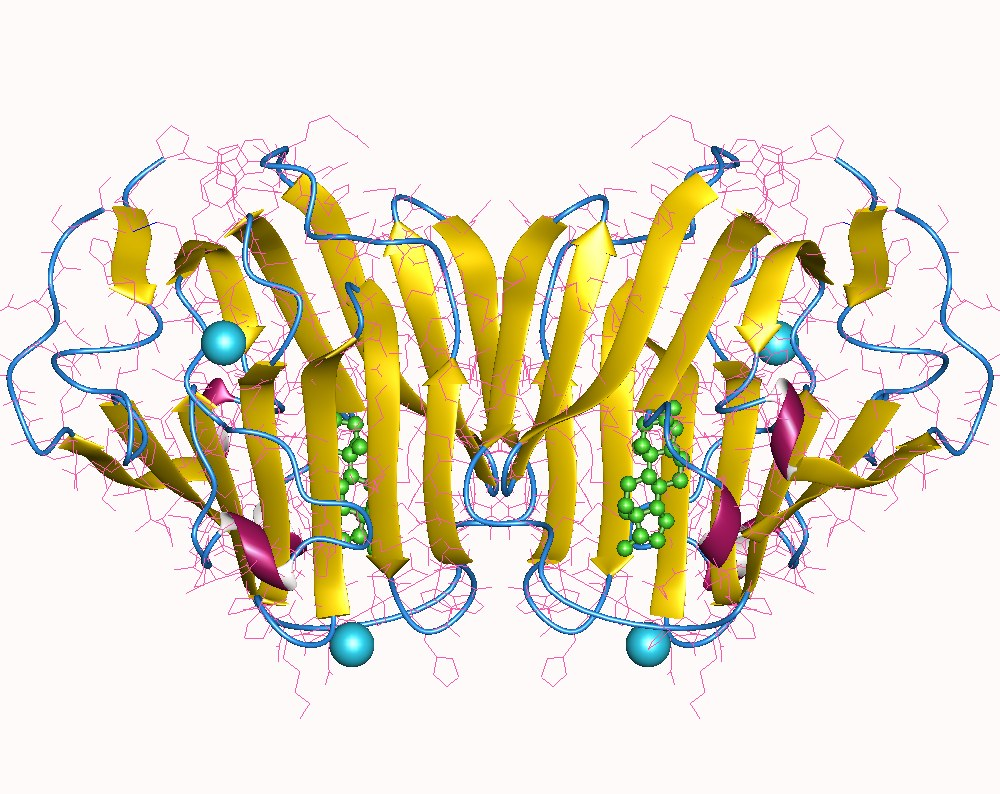
SHBG dimer, Human.

A globulina ligadora de hormônios sexuais (SHBG, do inglês sex hormone-binding globulin) é uma glicoproteína que se liga aos hormônios sexuais, especificamente a testosterona e o estradiol. Estes dois hormônios circulam na corrente sanguínea ligados principalmente à SHBG e em algum grau à albumina.

## Produção de SHBG
A SHBG é produzida pelas células do fígado e é lançada na corrente sanguínea. Outros locais que produzem a SHBG são o cérebro, útero e placenta. Além disso a SHBG é produzida pelos testículos; a SHBG produzida pelos testículos é também chamada de proteína ligadora de andrógenos. O gene para a SHBG está localizado no cromossomo 17.

## Leitura de apoio
- Hammond GL, Bocchinfuso WP (1996). «Sex hormone-binding globulin: gene organization and structure/function analyses». Horm. Res. 45 (3-5): 197–201. PMID 8964583. doi:10.1159/000184787
- Rosner W, Hryb DJ, Khan MS;  et al. (1999). «Sex hormone-binding globulin mediates steroid hormone signal transduction at the plasma membrane». J. Steroid Biochem. Mol. Biol. 69 (1-6): 481–5. PMID 10419028. doi:10.1016/S0960-0760(99)00070-9
- Power SG, Bocchinfuso WP, Pallesen M;  et al. (1992). «Molecular analyses of a human sex hormone-binding globulin variant: evidence for an additional carbohydrate chain». J. Clin. Endocrinol. Metab. 75 (4): 1066–70. PMID 1400872. doi:10.1210/jc.75.4.1066
- Bérubé D, Séralini GE, Gagné R, Hammond GL (1991). «Localization of the human sex hormone-binding globulin gene (SHBG) to the short arm of chromosome 17 (17p12----p13)». Cytogenet. Cell Genet. 54 (1-2): 65–7. PMID 2249477. doi:10.1159/000132958
- Gershagen S, Lundwall A, Fernlund P (1990). «Characterization of the human sex hormone binding globulin (SHBG) gene and demonstration of two transcripts in both liver and testis». Nucleic Acids Res. 17 (22): 9245–58. PMC 335128. PMID 2587256. doi:10.1093/nar/17.22.9245
- Hammond GL, Underhill DA, Rykse HM, Smith CL (1990). «The human sex hormone-binding globulin gene contains exons for androgen-binding protein and two other testicular messenger RNAs». Mol. Endocrinol. 3 (11): 1869–76. PMID 2608061. doi:10.1210/mend-3-11-1869
- Que BG, Petra PH (1987). «Characterization of a cDNA coding for sex steroid-binding protein of human plasma». FEBS Lett. 219 (2): 405–9. PMID 2956125. doi:10.1016/0014-5793(87)80261-2
- Gershagen S, Fernlund P, Lundwall A (1987). «A cDNA coding for human sex hormone binding globulin. Homology to vitamin K-dependent protein S». FEBS Lett. 220 (1): 129–35. PMID 2956126. doi:10.1016/0014-5793(87)80890-6
- Walsh KA, Titani K, Takio K;  et al. (1987). «Amino acid sequence of the sex steroid binding protein of human blood plasma». Biochemistry. 25 (23): 7584–90. PMID 3542030. doi:10.1021/bi00371a048
- Hammond GL, Underhill DA, Smith CL;  et al. (1987). «The cDNA-deduced primary structure of human sex hormone-binding globulin and location of its steroid-binding domain». FEBS Lett. 215 (1): 100–4. PMID 3569533. doi:10.1016/0014-5793(87)80121-7
- Hammond GL, Robinson PA, Sugino H;  et al. (1986). «Physicochemical characteristics of human sex hormone binding globulin: evidence for two identical subunits». J. Steroid Biochem. 24 (4): 815–24. PMID 3702459. doi:10.1016/0022-4731(86)90442-5
- Hardy DO, Cariño C, Catterall JF, Larrea F (1995). «Molecular characterization of a genetic variant of the steroid hormone-binding globulin gene in heterozygous subjects». J. Clin. Endocrinol. Metab. 80 (4): 1253–6. PMID 7714097. doi:10.1210/jc.80.4.1253
- Cargill M, Altshuler D, Ireland J;  et al. (1999). «Characterization of single-nucleotide polymorphisms in coding regions of human genes». Nat. Genet. 22 (3): 231–8. PMID 10391209. doi:10.1038/10290
- Grishkovskaya I, Avvakumov GV, Sklenar G;  et al. (2000). «Crystal structure of human sex hormone-binding globulin: steroid transport by a laminin G-like domain». EMBO J. 19 (4): 504–12. PMC 305588. PMID 10675319. doi:10.1093/emboj/19.4.504
- Hogeveen KN, Talikka M, Hammond GL (2001). «Human sex hormone-binding globulin promoter activity is influenced by a (TAAAA)n repeat element within an Alu sequence». J. Biol. Chem. 276 (39): 36383–90. PMID 11473114. doi:10.1074/jbc.M104681200
- Hryb DJ, Nakhla AM, Kahn SM;  et al. (2002). «Sex hormone-binding globulin in the human prostate is locally synthesized and may act as an autocrine/paracrine effector». J. Biol. Chem. 277 (29): 26618–22. PMID 12015315. doi:10.1074/jbc.M202495200
- Raineri M, Catalano MG, Hammond GL;  et al. (2002). «O-Glycosylation of human sex hormone-binding globulin is essential for inhibition of estradiol-induced MCF-7 breast cancer cell proliferation». Mol. Cell. Endocrinol. 189 (1-2): 135–43. PMID 12039072. doi:10.1016/S0303-7207(01)00725-0
- Grishkovskaya I, Avvakumov GV, Hammond GL, Muller YA (2002). «Resolution of a disordered region at the entrance of the human sex hormone-binding globulin steroid-binding site». J. Mol. Biol. 318 (3): 621–6. PMID 12054810. doi:10.1016/S0022-2836(02)00169-9
- Thompson DJ, Healey CS, Baynes C, Kalmyrzaev B;  et al. (2008). «Identification of common variants in the SHBG gene affecting sex hormone-binding globulin levels and breast cancer risk in postmenopausal women». Cancer Epidemiol Biomarkers Prev. 17 (12): 3490–8. PMC 2660245. PMID 19064566. doi:10.1158/1055-9965.EPI-08-0734